# Sharon Stocker
Sharon (Shari) Stocker es una arqueóloga estadounidense que es  conocida, junto con su esposo, el arqueólogo Jack L. Davis, por dirigir un equipo internacional de investigadores que descubrieron una tumba previamente intacta de un guerrero de la Edad de Bronce en el suroeste de Grecia. La tumba intacta de 3500 años fue nombrada tumba del guerrero del grifo por el equipo de investigación durante la excavación inicial en mayo de 2015.
Stocker es actualmente investigadora asociada y directora de publicaciones en las excavaciones de la Universidad de Cincinnati en el Palacio de Néstor en Grecia. Fue codirectora de estudios arqueológicos en las antiguas ciudades de Epidamnos y Apolonia, Albania. Su experiencia profesional «radica en el análisis de la cerámica de la Edad del Bronce Medio y la colonización griega inicial en el Mediterráneo occidental».

## Educación
Stocker se especializó en historia y estudios clásicos en la Universidad de Denison (BA, 1981). Realizó estudios de posgrado en estudios clásicos en la Universidad de Cincinnati (1982-1984) y en la Universidad de Illinois en Chicago (1991-1993). De 1993 a 2009, Stocker continuó sus estudios en la Universidad de Cincinnati, obteniendo una maestría en obras clásicas en 1996 y un doctorado en prehistoria griega en 2009.

## Tumba del guerrero del grifo
La Tumba del guerrero del grifo fue descubierta en mayo de 2015 por un equipo internacional de investigadores, dirigido por Stocker y Davis, y patrocinado por la Universidad de Cincinnati. En octubre de 2015, el Ministerio de Cultura de Grecia anunció el descubrimiento: «Más de 1400 artefactos fueron descubiertos, incluyendo una espada de bronce de tres pies de largo con empuñadura de marfil y cuatro anillos de oro macizo, más que en cualquier otro entierro en Grecia, y peines y tallas de marfil, representando grifos y un león».

## Ágata del combate de Pilos
Dos años después de la excavación inicial de la tumba del guerrero grifo, el equipo de la Universidad de Cincinnati realizó otro descubrimiento notable que se ha convertido en el hallazgo más significativo hasta la fecha en Grecia: una piedra de sellar intrincadamente tallada de aproximadamente 1,4 pulgadas de largo con detalles del artefacto visibles solo con aumento. Conocido como la ágata del combate de Pilos, el sello estaba incrustado en piedra caliza, y les tomó a los investigadores más de un año limpiarlo y restaurarlo.

## Selección de publicaciones
- Stocker, Sharon R.; Davis, Jack L. (2016). «The Lord of the Gold Rings: The Griffin Warrior of Pylos». Hesperia (en inglés) 85 (4): 627-655. doi:10.2972/hesperia.85.4.0627. Consultado el 16 de junio de 2018.
- Stocker, Sharon R.; Davis, Jack L. (2013). «The Medieval Deposit from the Northeast Gateway at the Palace of Nestor». Hesperia (en inglés) 82 (4): 673-731. doi:10.2972/hesperia.82.4.0673. Consultado el 16 de junio de 2018.
- Isaakidou, Valasia; Halstead, Paul; Davis, Jack L.; Stocker, Sharon R. (2015). «Burnt animal sacrifice at the Mycenaean 'Palace of Nestor', Pylos». Antiquity (en inglés) 76 (291): 86-92. doi:10.1017/S0003598X00089833. Consultado el 16 de junio de 2018.
- Stocker, Sharon R.; Gerkie, Tammie; Davis, Jack L. (2006). «Sourcing Volcanic Millstones from Greco-Roman Sites in Albania». Journal of Field Archaeology (en inglés) 31 (2): 137-146. Consultado el 16 de junio de 2018.
- Stocker, Sharon R.; Davis, Jack L. (2004). «Animal Sacrifice, Archives, and Feasting at the Palace of Nestor». Hesperia (en inglés) 73 (2): 179-195. Consultado el 16 de junio de 2018.